# Krigsåret 1825

## Pågående krig
- Grekiska frihetskriget (1821-1829)
  - Grekiska revolutionärer på ena sidan
  - Osmanska riket och Egypten på andra sidan

- Kaukasiska kriget (1817-1864)
  - Imanatet Kaukasus på ena sidan
  - Ryssland på andra sidan

- Sydamerikanska självständighetskrigen (1808-1829)
  - Spanien på ena sidan.
  - Sydamerikaner på andra sidan.

## Händelser
- 14 december - (26 december) Dekabristupproret i Moskva. 3000 gardessoldater försöker genomföra en palatskupp, men upproret slås ned med militär, och 1.267 upprorsmän dödas.